# Жервінчик чорний
Жерві́нчик чорний (Eremopterix australis) — вид горобцеподібних птахів родини жайворонкових (Alaudidae). Мешкає в Південній Африці.

## Опис
Довжина птаха становить 12-13 см, вага 12-15,5 г. Довжина хвоста становить 41-45 мм, довжина дзьоба становить 10-12 мм. Виду притаманний статевий диморфізм. 
У самців голова і нижня частина тіла переважно чорні, обличчя коричнювате. Потилиця, задня частина шиї і верхня частина спини темно-коричневі. Решта спини світліша, її забарвлення варіюється від рудувато-коричневого до темно-каштанового. Першорядні і другорядні махові пера темно-коричневі або чорнуваті. Деякі покривні пера крил мають світло-коричневі або рудувато-коричневі краї. Стернові пера чорнувато-коричневі, центральна пара стернових пер дещо світліша і має світлі краї. Райдужки оранжево-червоні або червонувато-карі, дзьоб світло-роговий.
У самиць голова тьмяно-рудувато-коричнева, поцяткована темно-коричневими смужками. Шия світло-коричнева, щоки і скроні дещо більш темні. Над очима малопомітні білуваті "брови", під очима малопомітні світлі смуги. Решта верхньої частини тіла коричнева або рудувато-охриста. 
Підборіддя і горло білуваті, у деяких особин поцятковані темно-коричневими смугами. Груди сірувато-коричневі, поцятковані коричнюватими або чорнуватими плямками. Решта нижньої частини тіоа світло-коричнева або світло-сірувато-коричнева. Першорядні махові пера темно-коричневі з вузькими охристими краям, другорядні махові пера також темно-коричневі, однак світлі краї на них відсутні. Стернові пера темно-коричневі. центральні стернові пера дещо світліші і мають широкі світло-коричневі краї. Шості (крайні) стернові пера мають охристі зовншіні опахала. Зовнішні опахала інших стернових пер біля основи охристі.
Забарвлення молодих птахів є подібне до забарвлення самиць.

## Поширення і екологія
Чорні жервінчики мешкають на півдні Намібії, крайньому південному заході Ботсвани та на заході Південно-Африканської Республіки. Вони живуть переважно на сухих луках, порослих Rhigozum, що ростуть на піщаних ґрунтах, зокрема в Калахарі та в регіонах Кару і Сандвельд. Також зустрічаються в напівпустелях, в районах з червоними пісковиковими ґрунтами і на сільськогосподарських угіддях, де за рік випадає від 120 до 250 мм опадів. Утворюють зграйки, часто разом з білошиїми жервінчиками.
Чорні жервінчики  живляться переважно насінням трав і повія, а також комахами, зокрема жуками і термітами. Гніздування триває з лютого по листопад, починається після завершення сезону дощів. Птахи гніздяться в заглибині в землі, як і інші жайворонки. В Калахарі гніздо часто розміщується під кущем Rhigozum trichotomum, в інших місцях під прикриттям інших чагарників або багаторічних трав. Його облаштовують лищше самиці. В кладці два, рідше три яйця вагою 1,58 г. Інкубаційний період триває 12 днів, насиджують і самиці, і самці. Пташенята покидають гніздо через 7-10 днів після вилуплення.